# Lingua dei segni ucraina
La lingua dei segni ucraina (in ucraino Українська жестова мова?) è la lingua dei segni della Comunità Sorda in Ucraina (54.500).

## Cultura di massa
Nel film The Tribe (Plemya) è presente ed è l'unico film interamente con i dialoghi con la lingua dei segni ucraina.È il primo film della storia del cinema  ad essere girato senza una sola parola.